# Meksykańska odmiana języka hiszpańskiego
     północny
     północno-zachodni
     północny „półwyspowy”
     zachodni
     dialekt bajío
     centralny
     południowy centralny
     dialekty nadmorskie
     dialekty Chiapas
     dialekt jukatański

Dialekty meksykańskie
północny
północno-zachodni
północny „półwyspowy”
zachodni
dialekt bajío
centralny
południowy centralny
dialekty nadmorskie
dialekty Chiapas
dialekt jukatański

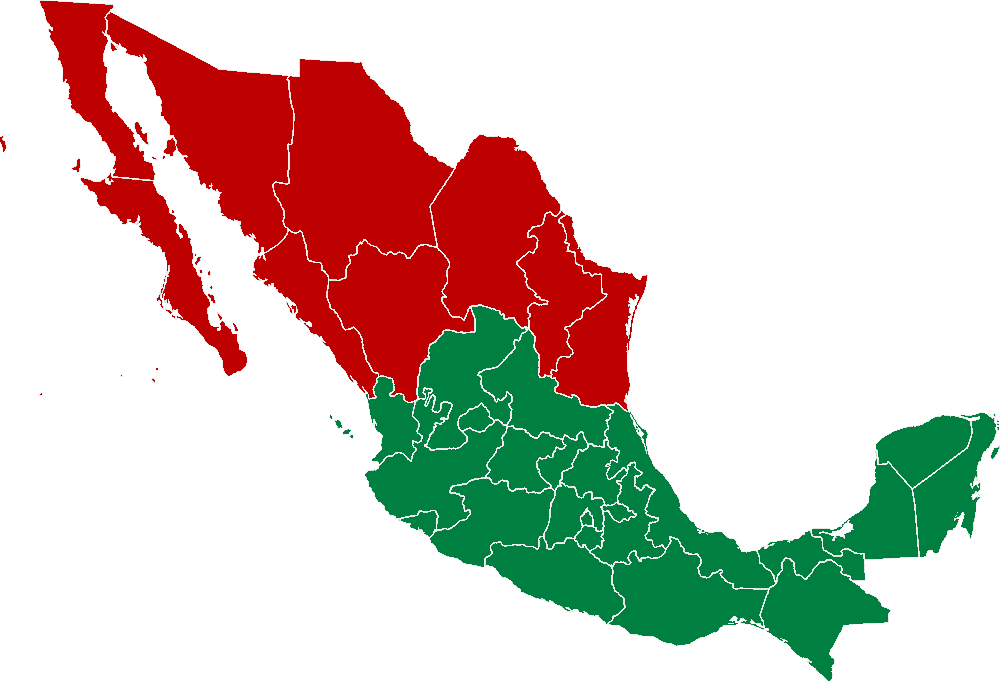
Lokalne nazwy czerwonego pomidora w Meksyku:
Kolor czerwony – nazwa „tomate”, kolor zielony – nazwa „jitomate”

Meksykańska odmiana języka hiszpańskiego – wariant języka hiszpańskiego używany na terenie Meksyku oraz przez diasporę meksykańską w USA. Wykazuje pewne cechy wspólne również dla odmian w innych krajach Ameryki Łacińskiej, niektóre zaś ograniczone są wyłącznie do Meksyku.
Meksyk posiada największą liczbę osób mówiących po hiszpańsku, przekraczając dwukrotnie liczbę użytkowników tego języka w jakimkolwiek innym kraju na świecie. Język hiszpański jest używany przez nieco ponad 99,4% ludności – dla 92,9% jest językiem ojczystym, a dla 6,5% drugim językiem. Pozostałe 0,6% ludności, które nie mówi po hiszpańsku, posługuje się wyłącznie swoim rodzimym językiem rdzennym.

## Historia
Historycznie rozwój hiszpańskiego w Meksyku pokrywa się z ewolucją tego języka w takich miastach jak Sewilla, Madryt, Bogota, Lima oraz inne duże ówczesne metropolie. Przez wieki miasto Meksyk było centrum jednego z największych wicekrólestw kolonialnej Ameryki – Nowej Hiszpanii – które rozciągało się od południowo-zachodniej Kanady, przez środkowe tereny obecnych Stanów Zjednoczonych na północy, aż po Kostarykę na południu.
W wyniku znaczącej roli miasta Meksyk w administracji wicekrólewskiej na półkuli północnej, stało się ono jednym z najważniejszych ośrodków hiszpańskojęzycznych poza Hiszpanią.
W związku z tym, podobnie jak Lima w ramach Audiencji Limy i inne duże miasta, miasto Meksyk miało historycznie tendencję do wywierania efektu standaryzującego w obrębie swojej własnej sfery wpływów językowych, czyli w centralnym regionie kraju — stan rzeczy, który odzwierciedla się w licznych pochwałach pod adresem wzorca meksykańskiej mowy, wyrażanych przez komentatorów XVII i XVIII wieku. Jednakże w Meksyku, podobnie jak w innych krajach hiszpańskojęzycznych, istnieją różne warianty i akcenty o równorzędnym znaczeniu i wadze językowej.
Szwedzki hispanista Bertil Malmberg zauważa, że w meksykańskiej odmianie języka hiszpańskiego samogłoski mają tendencję do tracenia siły, podczas gdy spółgłoski są zawsze wymawiane. Malmberg tłumaczy to wpływem skomplikowanego systemu spółgłoskowego języka nahuatl, przenoszonego przez dwujęzycznych użytkowników oraz toponimią regionu. 

## Wymowa
- W meksykańskim hiszpańskim występują dwa fonemy nieistniejące w hiszpańszczyźnie europejskiej, a wywodzące się z języków indiańskich, zwłaszcza nahuatl: spółgłoska zwartoszczelinowa /t͡s/ (polskie „c”) oraz spółgłoskę zwartoszczelinowa dziąsłowa boczna /t͡ɬ/ (jednoczesna wymowa „t” i „l”), na piśmie oddawane odpowiednio za pomocą  kombinacji liter tz i tl. Dygraf tl wymawiany jest w Meksyku [a.'t͡ɬan.ti.ko] natomiast w Hiszpanii [ad.'lan.ti.ko]. Podobnie jest z wyrazem Nestle: w Meksyku [nes.'t͡ɬe] zaś w Hiszpanii [nesd.'le].
- Seseo(inne języki): podobnie jak w innych krajach latynoamerykańskich, litery s, z oraz c przed „i” i „e” wymawiane są identycznie, jako /s/.
- Yeísmo: w ten sam sposób nie ma różnicy w wymowie y i ll; obie wymawiane jako /ʝ/.
- X: ze względu na fakt, że litera x może oznaczać w Meksyku dźwięki [ks], [gs], [s], [x] oraz [ʃ], występuje znaczna zmienność wymowy różnych słów ją zawierających. Na przykład wyraz „xilófono” bywa wymawiany [si'lofono], [xi'lofono] lub też [ʃi'lofono]; podobnie wyraz „xenofobia” wymawia się jako [kseno'foβia], [seno'foβia] lub [xeno'foβia].

## Słownictwo
Przykłady typowych meksykanizmów:
- ¿Mande?: „Słucham?”
  - ¿Mande? (¿Qué?), no le oi bien. „Słucham? Nie dosłyszałem”
- ¡Aguas! Wykrzyknik zwracający uwagę na niebezpieczeństwo
  - ¡Aguas con el escalón que te puedes tropezar! „Uważaj na stopień, żebyś się nie potknął”
- ¿Bueno?: „Halo”, rozmawiając przez telefon
- Platicar: „Rozmawiać”
- Chavo: „Chłopak”
- Chamaco, huerco, morro: „Dziecko”
- Colonia: „dzielnica miasta”
- Alberca: „basen”
- Desarmador: „śrubokręt”
- Naco: pejoratywnie „wieśniak”
- Ahorita: zdrobnienie od ahora „teraz, zaraz” (ale w rzeczywistości może oznaczać „za godzinę” lub „przed chwilą”)
  - -¿Cuándo pasó el accidente?- -¡Ahorita, hace como 10 minutos!- (Kiedy zdarzył się ten wypadek? Przed chwilą jakieś dziesięć minut temu)

### Wpływy leksykalne języka nahuatl
Oprócz nahuatlizmów, które zostały przyswojone także przez europejską wersję hiszpańskiego (takich jak cacao, tomate, aguacate, chicle, chocolate), w Meksyku używa się setek słów z tego języka, nieznanych poza tym krajem, oddających realia meksykańskie (flora, fauna, folklor, kulinaria itd.) i bardzo często niemających odpowiednika w standardowej hiszpańszczyźnie.
| Hiszpański meksykański | Nahuatl      | Hiszpański standardowy | Polski             |
| ---------------------- | ------------ | ---------------------- | ------------------ |
| guajolote              | guaxolotl    | pavo                   | indyk              |
| chamaco                |              | niño                   | dziecko            |
| molcajete              |              | mortero de piedra      | moździerz kamienny |
| tecolote               | tecolotl     | buho                   | sowa, policjant    |
| cuate                  |              | amigo                  | przyjaciel         |
| atole                  |              |                        |                    |
| jícama                 | xīcamatl     |                        | kłębian kątowaty   |
| chapulín               |              |                        | szarańcza          |
| jitomate               |              | tomate                 | pomidor            |
| tianguis               | tianquitztli | mercado                | bazar              |
| zopilote               | xopilotl     | buitre                 | sęp                |
| jícara                 |              | calabaza               | tykwa              |